# Antlemon brevimanum
Antlemon brevimanum is een muggensoort uit de familie van de Keroplatidae. De wetenschappelijke naam van de soort is voor het eerst geldig gepubliceerd in 1871 door Loew.